# Kometa

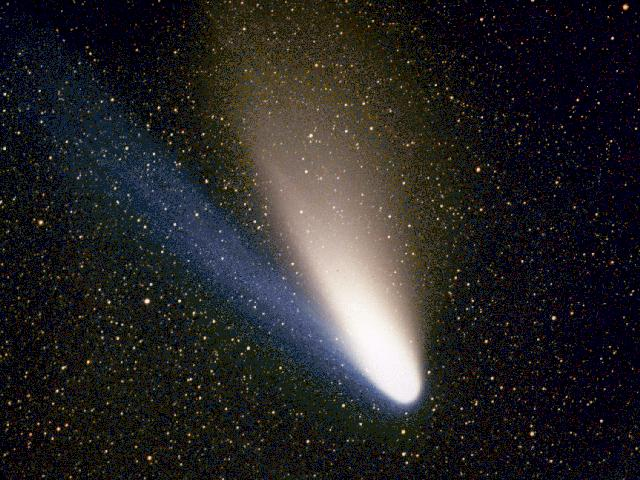
Kometa Hale-Bopp s bílým prachovým a modrým plynovým ohonem (březen 1997)

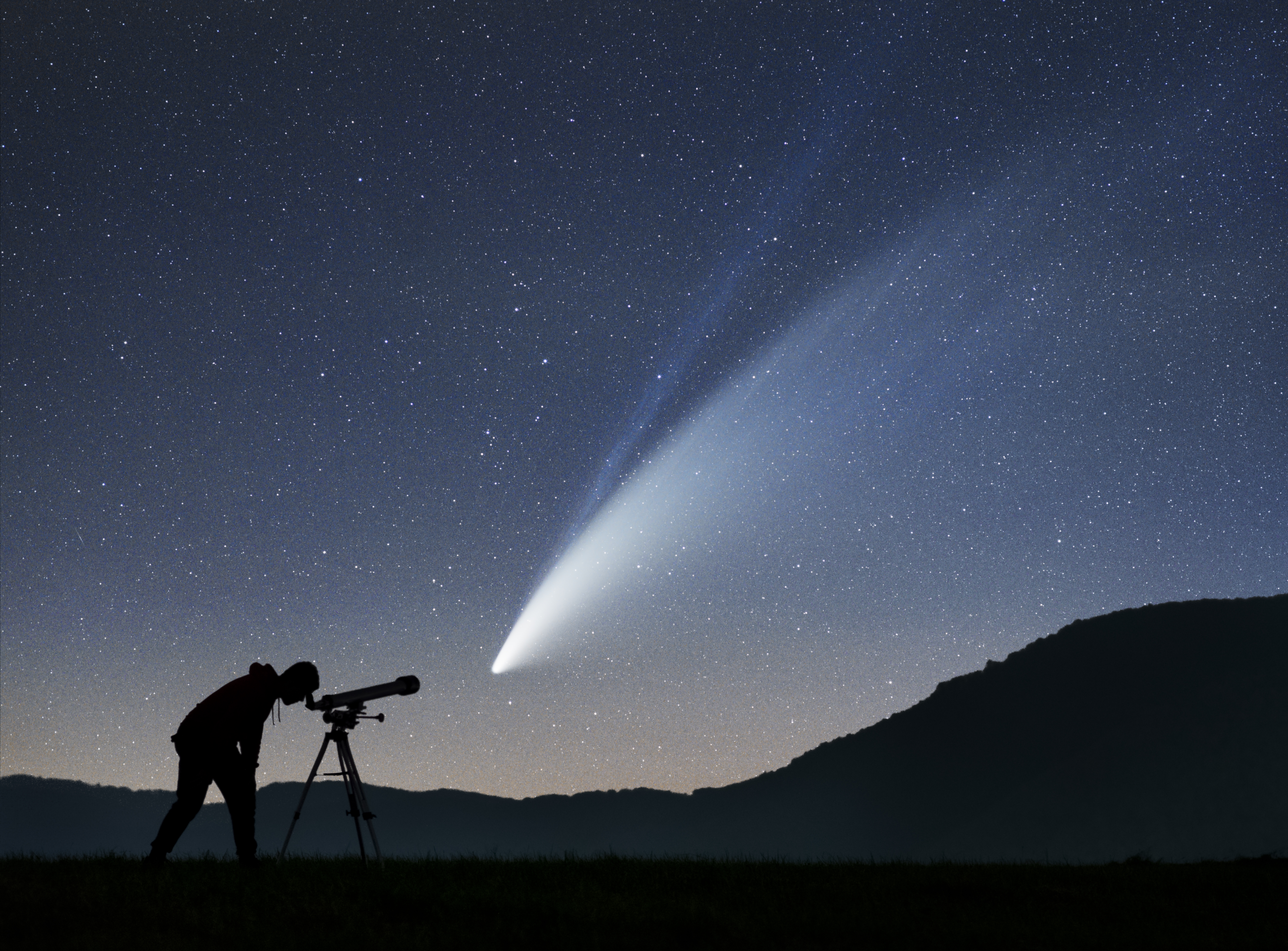
Pozorování dlouhoperiodické komety C/2020 F3 (NEOWISE) ze Slovenska (srpen 2020)

Kometa (latinsky cometa, z coma, řecky κόμη, kómé, vlasy), zastarale vlasatice, je malé těleso sluneční soustavy složené především z ledu a prachu a obíhající většinou po velice výstředné (excentrické) eliptické trajektorii kolem Slunce. Komety jsou známé pro své nápadné ohony. Většina komet se po většinu času zdržuje za oběžnou dráhou Pluta, odkud občas nějaká přilétne do vnitřních částí sluneční soustavy. Velmi často jsou popisované jako „špinavé sněhové koule“ a z velké části je tvoří zmrzlý oxid uhličitý, methan a voda smíchaná s prachem a různými nerostnými látkami.
V závislosti na gravitační interakci s planetami se dráha komet může změnit na hyperbolickou (a definitivně opustit sluneční soustavu) nebo na méně výstřednou. Například Jupiter je známý tím, že mění dráhy komet a zachycuje je na krátkých oběžných dráhách. Proto existují i komety, které se ke Slunci vrací pravidelně a často. Mezi ně patří například Halleyova nebo Kohoutkova kometa. Častost návratů komety v tomto smyslu znamená jednou za několik let až staletí.
Komety mohou představovat potenciální hrozbu pro Zemi, v jejíž minulosti mohly způsobit některá hromadná vymírání. Obecně platí, že jsou mnohem nebezpečnější než asteroidy, neboť jejich rychlost může dosahovat až 3,5x vyšších hodnot (až 70 km/s, asteroidy ~20 km/s). Ta se při výpočtu kinetické energie nárazu umocňuje na druhou, díky čemuž má na výslednou energii mnohem větší vliv než hmotnost tělesa.

## Složení
- Jádro – pevná část komety o velikosti v řádu kilometrů až desítek kilometrů.
- Koma – kulová obálka kolem jádra, složena především z plynů.
- Ohon – plyn a prachové částice směřující od Slunce (někdy je též označovaný jako chvost nebo ocas).

Jádro se skládá především z vodního ledu, tuhého oxidu uhličitého, oxidu uhelnatého, dalších zmrzlých plynů a prachu. Koma obsahuje různé nedisociované i disociované molekuly, radikály a ionty, např. OH−, NH2−, CO, CO2, NH3, CH4, CN, (CN)2 aj.
Všeobecně se předpokládá, že komety vznikají v Oortově mračnu ve velké vzdálenosti od Slunce, spojováním zbytků po kondenzaci sluneční mlhoviny. Okraje takovýchto mlhovin jsou dostatečně chladné na to, aby zde mohla existovat voda v pevném a nikoli plynném skupenství. Planetky vznikají jiným procesem, ale velmi staré komety, které ztratily všechnu svoji těkavou hmotu, se jim mohou podobat.

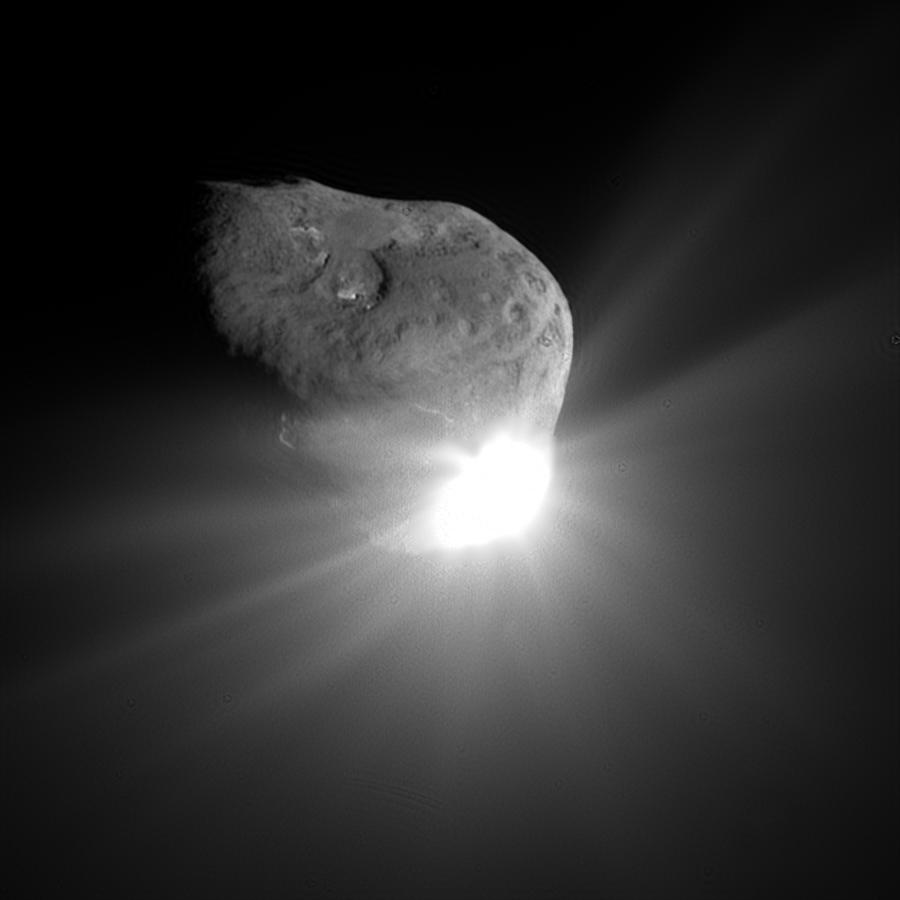
Snímek komety Tempel 1 pořízený sondou Deep Impact

## Fyzikální vlastnosti
Předpokládá se, že komety – přesněji kometární jádra – vznikají ve vzdáleném oblaku známém jako Oortův oblak (pojmenovaném podle holandského astronoma Jana Hendrika Oorta, který jako první vyslovil hypotézu o jeho existenci) ve vzdálenosti kolem 50 000 astronomických jednotek od Slunce. V této vzdálenosti je gravitační působení Slunce již velmi slabé a proto na komety významně působí i jiná vesmírná tělesa – především okolní hvězdy. Pokud se některá z nich přiblíží ke Slunci, pak vymrští množství komet z jejich vzdálených oběžných drah. Některé z nich se potom dostanou na extrémně protáhlou eliptickou oběžnou dráhu, která má perihel (nejbližší bod oběžné dráhy) dostatečně blízko u Slunce.
Když se kometa přiblíží k vnitřní části Sluneční soustavy, zahřívání jejího jádra Sluncem způsobí, že se jeho vnější ledové vrstvy začnou vypařovat. Takto uvolněné proudy prachu a plynu vytvoří extrémně řídkou atmosféru okolo komety, nazývanou koma, a síla, kterou na komu působí sluneční vítr, způsobí vytvoření ohonu mířícího směrem od Slunce. Prach a plyn vytvářejí samostatné ohony, které míří do mírně odlišných směrů, přičemž prach zůstává v místech oběžné dráhy komety (často takto vzniká zakřivený ohon) a ohon z ionizovaného plynu vždy míří přímo od Slunce, protože plyn je silněji ovlivňován slunečním větrem než prach a sleduje čáry magnetického pole, a ne trajektorii oběžné dráhy. Ačkoli pevné těleso komety, takzvané jádro, má průměr menší než 50 km, koma může být větší než Slunce a ohony mohou dosáhnout délky 150 milionů km i více.
Komu i ohon osvětluje Slunce, proto mohou být pozorovatelné ze Země, když kometa prolétá vnitřní částí Sluneční soustavy, prach odráží sluneční světlo přímo a plyny září v důsledku ionizace. Většina komet je bez pomoci dalekohledu příliš slabě viditelná, ale několik jich je dostatečně jasných na to, aby byly viditelné pouhým okem. Před vynálezem dalekohledu se komety zdánlivě z ničeho nic zjevovaly na obloze a postupně mizely z dohledu. Byly považovány za zlé znamení smrti králů a šlechticů, případně blížících se katastrof. Ze starověkých pramenů, například čínských kostí pro předpovídání budoucnosti, je známé, že jejich výskyty byly pozorované lidmi po celá tisíciletí. Jedním z nejznámějších starých záznamů je zobrazení Halleyovy komety na Bayeuxském gobelínu, který zaznamenává normanský tábor při dobytí Anglie roku 1066.

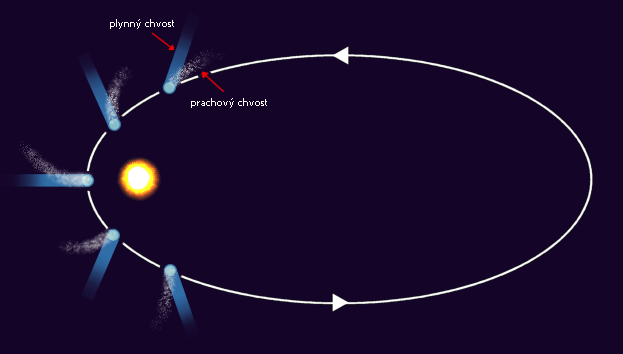
Komety mají značně protáhlé oběžné dráhy; znázorněny jsou i dva samostatné ohony

### Optické vlastnosti
Překvapením je, že kometární jádra patří mezi nejčernější známé objekty, o kterých víme, že existují ve Sluneční soustavě. Sonda Giotto zjistila, že jádro Halleyovy komety odráží přibližně 4 % světla, které na něj dopadá. Sonda Deep Space 1 podobně zjistila, že povrch komety Borrelly odráží jen 2,4 % až 3,0 % dopadajícího světla (pro porovnání asfalt odráží 7 % dopadajícího světla). Dříve se astronomové domnívali, že sluneční záření odpařilo ve svrchní vrstvě komety těkavější složky a zůstalo zde více organických sloučenin s delším řetězcem, které bývají tmavší. Analýza jádra komety 73P/Schwassmann-Wachmann, které se rozpadlo na několik částí, však ukázala, že složení svrchních a vnitřních vrstev komety je prakticky totožné.
V roce 1996 se překvapivě zjistilo, že komety vyzařují i rentgenové záření. Záření je pravděpodobně generované interakcí komet se slunečním větrem: když vysokoenergetické ionty vletí do atmosféry komety, srážejí se s kometárními atomy a molekulami. Při takovéto srážce ionty zachytí jeden nebo více elektronů, což vede k emisi rentgenového nebo ultrafialového fotonu.

## Oběhové vlastnosti

Oběžné dráhy Kohoutkovy komety a Země znázorňující velkou excentrickou oběžnou dráhu a rychlejší pohyb v blízkosti Slunce

Komety jsou klasifikovány podle svých oběžných dob (period). Krátkoperiodické komety mají oběžné doby kratší než 200 let, zatímco dlouhoperiodické komety mají oběžné doby delší, ale stále zůstávají gravitačně závislé na Slunci. Jednonávratové komety mají parabolické či hyperbolické oběžné dráhy, které je vynesou navždy mimo sluneční soustavu po jediném průletu okolo Slunce. Opačným extrémem je krátkoperiodická Enckeova kometa, která má oběžnou dráhu, která jí nedovolí se vzdálit od Slunce dál než k oběžné dráze planety Jupiter. Za místo vzniku krátkoperiodických komet se obecně považuje Kuiperův pás. Dlouhoperiodické komety zřejmě vznikají v Oortově oblaku. Bylo navrženo množství různých modelů vysvětlujících, proč jsou komety odkloněny do velmi excentrických drah. Patří mezi ně přiblížení k jiným hvězdám na cestě Slunce naší Galaxií, působení hypotetického průvodce Slunce Nemesis a nebo působení zatím neznámých transneptunických těles, například hypotetické Planety X. Nejpřijímanější je hypotéza, že k těmto poruchám drah dochází náhodně, vzájemným ovlivňováním se těles v Oortově mračnu.
Kvůli svým malým hmotnostem a excentrickým oběžným drahám, které je přivádějí do blízkosti velkých planet, jsou oběžné dráhy často rušené (perturbované). Lze si všimnout, že dráhy krátkoperiodických komet mívají často vzdálenosti afelu souměřitelné s velkými poloosami oběžných drah obřích planet. Tyto skupiny pak obvykle nazýváme rodinami příslušné planety. Jupiterova rodina komet má přitom nejvíce členů. Je tedy zřejmé, že oběžné dráhy komet přicházejících z Oortova mračna často ovlivňuje gravitace obřích planet, když se k nim komety přiblíží. Jupiter je největším zdrojem těchto poruch, protože je zdaleka nejhmotnější planetou ve sluneční soustavě.
Kvůli perturbacím dráhy se ztratilo mnoho periodických komet objevených v minulých desetiletích a stoletích. Jejich oběžné dráhy nebyly nikdy dostatečně přesně známé, abychom věděli, kdy a kde čekat jejich budoucí přiblížení. Někdy se díky tomu po zpětném vypočítání dráhy nově objevené komety zjistí, že se jedná o ztracenou kometu. Tento osud sdílí například Tempel-Swift-LINEAR, která byla objevená v roce 1869, ale po roce 1908 byla v důsledku poruchy způsobené Jupiterem ztracena. Náhodou byla znovu objevena až v pozorovacím programu LINEAR v roce 2001.

### Oběžné dráhy
Pokud se objeví nová kometa, známe z krátkého pozorování jen malý úsek oběžné dráhy, proto se nejprve vypočítá její parabolická aproximace. Teprve po delším pozorování lze rozhodnout, zda je dráha eliptická nebo hyperbolická.
Z přibližně 3400 komet, které známe, je:
- 40 % komet na eliptických drahách, z toho:
  - 16 % krátkoperiodických (perioda je menší než 200 let)
  - 24 % dlouhoperiodických (perioda je větší než 200 let),
- 49 % na parabolických drahách
- 11 % na hyperbolických drahách

Velké procento parabolických drah, uvedené v předchozím výčtu, je zkreslující, neboť se jedná i o komety, u nichž doba pozorování byla příliš krátká na to, aby se rozhodlo, zda se pohybují po hyperbole nebo po velmi protáhlé elipse. Z komet, které byly pozorovány alespoň 240 dní, jen 3 % má parabolické dráhy.

## Historie výzkumu komet
V každém okamžiku lze na obloze pozorovat desítky komet, avšak pouze za pomoci velkých dalekohledů, pouhým okem jsou každý rok pozorovatelné pouze dvě až tři.

### První pozorování a názory

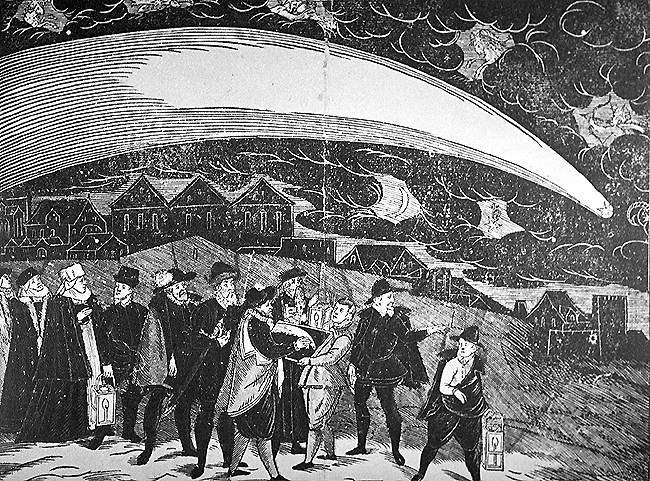
Průlet velké komety kolem Země z roku 1577 (dřevořezba)

V minulosti byly komety považovány za znamení zmaru, někdy byly dokonce znázorňovány jako útok nebeských bytostí proti obyvatelům Země. Někteří autoři interpretují zmínky o „padajících hvězdách“ v Gilgamešovi, Janově Apokalypse a Knize Henoch jako zmínky o kometách, případně o bolidech.
Babylóňané a někteří řečtí filosofové před Aristotelem považovali komety za nebeská tělesa, jiní pouze za atmosférické jevy.
Aristotelés předložil ve svém díle Meteorologica pohled na komety, který nakonec na dvě tisíciletí ovládl západní myšlení. Odmítl názory několika dřívějších filozofů, že komety jsou planety nebo alespoň jevy planetám podobné s odůvodněním, že planety se pohybují jen okolo zvěrokruhu, kdežto komety se objevují v kterékoliv části oblohy. Proto nemohou být ani konkunkcí dvou planet, které se skoro dotýkají, jak tvrdili Anaxagorás a Démokritos, ani nemohou být planetárním tělesem, které se zřídka ukazuje, jak tvrdili pythagorejci, protože se komet může ukázat více najednou. Přitom jsou komety málo pravidelné, vznikají a zanikají. Nechovají se tedy jako nebeská tělesa ale jako atmosférické jevy. Aristotelés popsal komety jako jevy z vrchní atmosféry, kde příležitostně vybuchují horké a suché plyny. Aristotelés považoval tento mechanismus za zodpovědný nejen za komety, ale i za meteory, polární záře a dokonce i za Mléčnou dráhu.
Později několik klasických filozofů jeho názor na komety napadlo. Seneca ve svých Přírodovědeckých otázkách uvedl, že komety se pohybují po obloze pravidelně a nejsou rušené větrem, což odpovídá chování typickému spíše pro nebeská tělesa než pro atmosférické jevy. Připustil, že planety se mimo zvířetník neobjevují, neviděl však žádný důvod, proč by se planetám příbuzné objekty nemohly objevovat v kterékoliv části oblohy. I přes tuto vážnou výtku se zvítězil Aristotelovský názor, komety přešly do oboru meteorologie a astronomové o ně ztratili zájem.
Až teprve v 16. století se dokázalo, že komety musí existovat mimo atmosféru Země. Roku 1577 byla několik měsíců viditelná jasná kometa. Dánský astronom Tycho Brahe využil měření polohy komety, která provedl on sám a několik dalších pozorovatelů na různých místech na Zemi, a zjistil, že kometa nemá žádnou měřitelnou paralaxu. V rámci přesností těchto měření to znamenalo, že kometa musí být alespoň čtyřikrát dále od Země než Měsíc.

### Studium oběžných drah komet

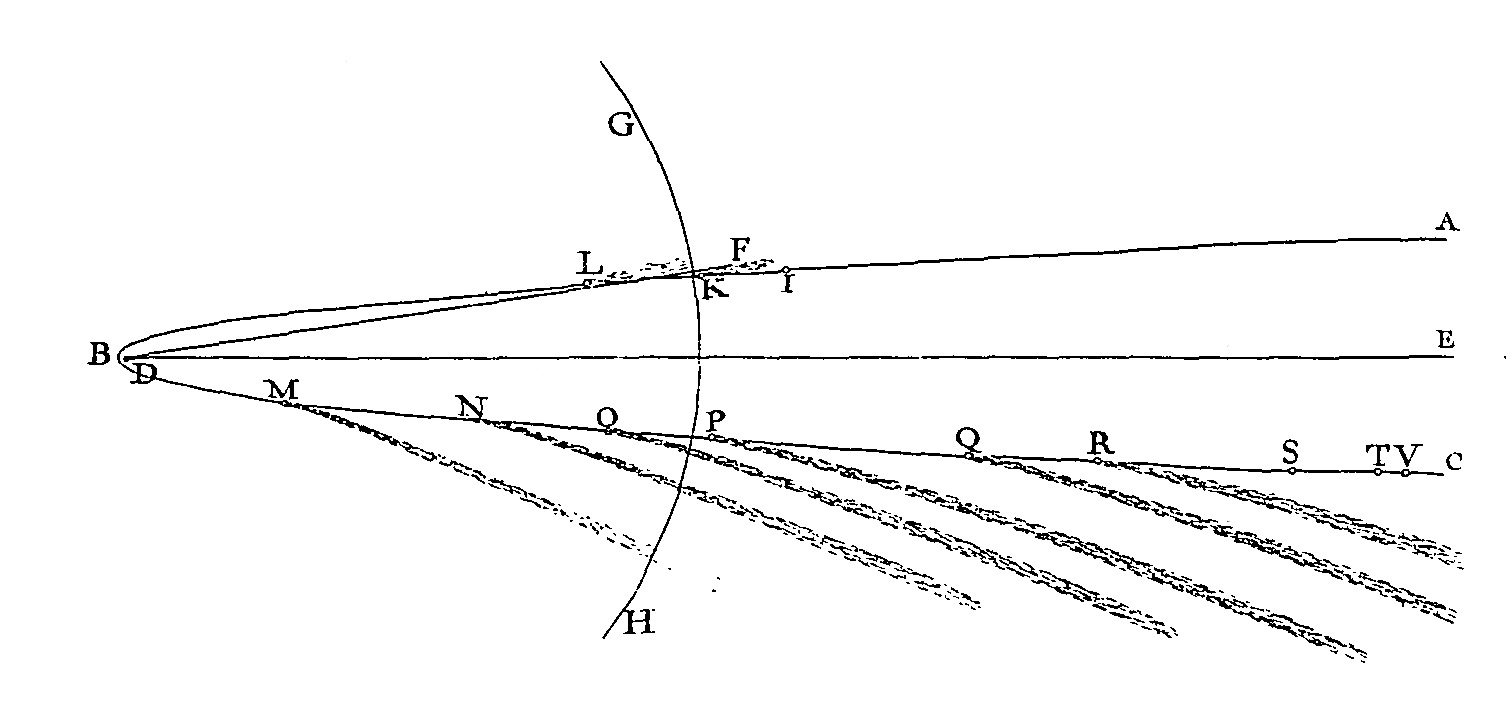
Parabolická oběžná dráha komety z roku 1680 načrtnutá v Newtonových Principiích

I když již bylo dokázáno, že komety patří na oblohu, o otázce, jak se pohybují po obloze, se debatovalo většinu následujícího staletí. Dokonce i po tom, co Johannes Kepler zjistil roku 1609, že se planety pohybují okolo Slunce po eliptických oběžných drahách, zdráhal se uvěřit, že jeho vlastní Keplerovy zákony, kterými se pohyb planet řídí, ovlivňují i pohyb ostatních objektů. Domníval se, že komety se pohybují mezi planetami po přímých drahách. Galileo Galilei, ačkoli byl oddaným stoupencem Mikuláše Koperníka, odmítl Tychonovo paralaktické pozorování a držel se aristotelovské představy pohybu po přímkách přes vrchní atmosféru.
První návrh, že Keplerovy zákony planetárních pohybů by měly platit i pro komety, předložil William Lower roku 1610. V následujících desetiletích další astronomové včetně Pierra Petita, Giovanniho Borelliho, Adriena Auzouta, Roberta Hooka a Giovanni Domenico Cassiniho předkládali argumenty ve prospěch tvrzení, že se komety okolo Slunce pohybují po eliptických nebo parabolických drahách, zatímco jiní, jako například Christiaan Huygens a Johannes Hevelius, podporovali hypotézu o přímém pohybu komet.
Záležitost vyřešila jasná kometa, kterou objevil Gottfried Kirch 14. listopadu 1680. Astronomové v celé Evropě sledovali její pohyb po obloze po několik měsíců. Ve svých Principiích z roku 1687 Isaac Newton dokázal, že objekt pohybující se podle jeho zákona o poklesu gravitační síly se čtvercem vzdálenosti musí letět po jedné z kuželoseček, a demonstroval, jak ztotožnit dráhu komety po obloze s parabolickou oběžnou dráhou, přičemž použil kometu z roku 1680 jako příklad.
V roce 1705 Edmond Halley aplikoval Newtonovu metodu na 24 pozorování komet mezi lety 1337 a 1698. Zjistil, že tři z nich — komety z let 1531, 1607 a 1682 — mají velmi podobné dráhové elementy a byl dále schopný zdůvodnit malé rozdíly v jejich oběžných drahách na základě gravitačního ovlivnění Jupiterem a Saturnem. Nabyl přesvědčení, že tyto tři úkazy byly výskyty téže komety a předpověděl, že se objeví znovu někdy roku 1758 nebo 1759. (Ještě před Halleyem Robert Hooke ztotožnil kometu z roku 1664 s další z roku 1618 a Giovanni Domenico Cassini vyslovil podezření o totožnosti komet z let 1577, 1665 a 1680. Oba se však mýlili.
Halleyova předpověď data návratu byla brzo upřesněná týmem tří francouzských matematiků. Alexis Clairaut, Joseph Lalande a Nicole-Reine Lepaute předpověděli datum průchodu komety perihelem v roce 1759 s přesností na jeden měsíc. Když se kometa objevila podle předpovědi, stala se známou jako Halleyova kometa (oficiální označení má 1P/Halley). Naposledy do vnitřních částí sluneční soustavy zavítala v roce 1986. Její další návrat se očekává v roce 2061.
Mezi kometami s natolik krátkými periodami, že byly podle historických záznamů několikrát pozorovány, je Halleyova kometa unikátní tím, že je stále dostatečně jasná na to, aby ji bylo možné pozorovat pouhým okem. Od potvrzení periodicity Halleyovy komety bylo pomocí dalekohledů objeveno mnoho dalších periodických komet. Druhá kometa, u které byla objevena periodická oběžná dráha, byla Enckeova kometa (oficiálně označená 2P/Encke). Mezi lety 1819 až 1821 německý matematik a fyzik Johann Franz Encke vypočítal oběžné dráhy série kometárních výskytů pozorovaných v letech 1786, 1795, 1805 a 1818 a vyvodil z nich, že jde o tutéž kometu a úspěšně předpověděl její návrat v roce 1822. Do roku 1900 bylo pozorováno 17 komet s opakovaným průchodem perihelem, které byly uznány za periodické. Do ledna 2005 byl tento status přiznán 164 kometám, ačkoli některé z nich mezitím zanikly nebo se ztratily.

### Studium fyzikálních charakteristik
Už na začátku 18. století někteří vědci navrhli správné hypotézy fyzikálního složení komet. V roce 1755 Immanuel Kant vyslovil hypotézu, že komety jsou složené z nějaké těkavé látky, jejíž vypařování způsobuje jejich zářivý vzhled v blízkosti perihelu. V roce 1836 německý matematik Friedrich Wilhelm Bessel po pozorování proudů vypařování během návratu Halleyovy komety v roce 1835 přišel s myšlenkou, že reaktivní síly vypařující se látky by mohly být dostatečně velké na to, aby podstatně změnily oběžnou dráhu komety, a tvrdil, že negravitační poruchy dráhy Enckeovy komety vyplývají z tohoto mechanismu.
Další objev týkající se komet však zastínil tyto myšlenky na téměř jedno století. V období 1864 až 1866 italský astronom Giovanni Schiaparelli vypočítal oběžnou dráhu meteoritického roje Perseid a na základě podobnosti oběžných drah vyslovil správnou hypotézu, že Perseidy jsou fragmenty komety Swift-Tuttle. Souvislost mezi kometami a meteorickými roji dramaticky podtrhl výskyt velmi silného meteorického roje na dráze Bielovy komety roku 1872, u níž byl pozorovaný rozpad na dvě části během jejího návratu v roce 1846, a která už po roce 1852 nikdy nebyla pozorovaná. Vznikl model „štěrkového náspu“ (gravel bank) kometární struktury, podle kterého se komety skládají ze sypkých hromad malých kamenných objektů obalených ledovou vrstvou.
Do poloviny 20. století už měl tento model několik nedostatků: především nedokázal vysvětlit, jak těleso, které obsahovalo jen nevelké množství ledu, mohlo mít zářivé projevy vypařující se páry po několika průchodech perihelem. V roce 1950 Fred Lawrence Whipple navrhl, že namísto skalnatých objektů obsahujících málo ledu, jsou komety převážně ledové objekty obsahující malé množství prachu a úlomků hornin. Tento model „špinavé sněhové koule“ byl rychle přijat.

#### Výzkum komet sondami

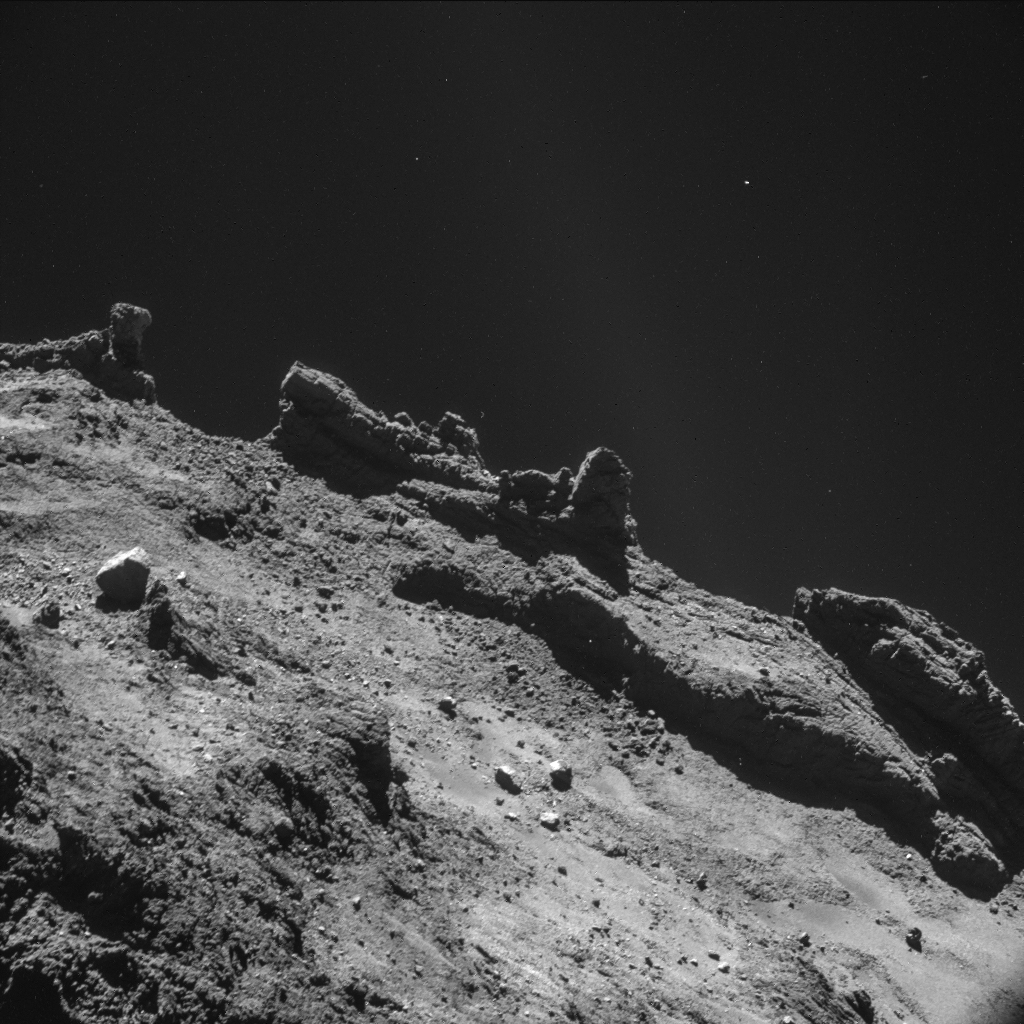
Snímek povrchu komety 67P/Churyumov-Gerasimenko pořízený z výšky 10 km modulem Philae

Model sněhové koule se potvrdil, když soubor vesmírných sond (včetně sondy ESA Giotto a sovětské sondy Vega 1 a Vega 2) v roce 1986 proletěl komou Halleyovy komety, aby fotografovaly jádro a pozorovaly proudy vypařujícího se materiálu. Dne 21. září 2001 americká sonda Deep Space 1 prolétla okolo jádra Borrellyovy komety) a potvrdila, že vlastnosti Halleyovy komety platí i pro další komety.
Sonda Stardust, která odstartovala 7. února 1999, už 2. ledna 2004 sesbírala částečky komy komety Wild 2 a na zem je dopravila 15. ledna 2006. Dne 4. července 2005 projektil sondy Deep Impact (sonda) narazil do komety Tempel 1 a vytvořil kráter s cílem prostudovat její nitro.
V roce 2011 se začalo uvažovat o tom, že v jádrech komet může existovat voda i v kapalném stavu. Ve vzorcích přivezených sondou Stardust od komety Wild 2 byly nalezeny minerály, které mohou vzniknout jen v rozmezí teplot od 50 do 200 °C. Jde konkrétně o minerál cubanit, sulfid železa a mědi CuFe2S3, který se na Zemi vyskytuje velmi vzácně v oblastech s výskytem horkých podzemních vod.

#### Další výzkum
Budoucí vesmírné mise přidají další detaily k naší představě o složení komet. První z nich je v roce 2014 evropská sonda Rosetta, která úspěšně dosáhla oběžné dráhy komety 67P/Churyumov-Gerasimenko a umístila na její povrch miniaturní přistávací modul Philae.

### Přehled úspěšných kometárních sond
| Kometa                      | Název sondy              | Datum průzkumu            | Vzdálenost         |
| --------------------------- | ------------------------ | ------------------------- | ------------------ |
| 21P/Giacobini-Zinner        | ICE                      | 11. září 1985             | 7870 km            |
| 1P/Halley                   | Vega 1                   | 6. března 1986            | 8900 km            |
| 1P/Halley                   | Vega 2                   | 9. března 1986            | 8030 km            |
| 1P/Halley                   | Giotto                   | 13. března 1986           | 596 km             |
| 26P/Grigg-Skjellerup        | Giotto                   | 10. července 1992         | 200 km             |
| 45P/Honda-Mrkos-Pajdušáková | Sakigake                 | kolem 11. února 1996      | asi 10 000 km      |
| 19P/Borrelly                | Deep Space 1             | 17. září 2001             | 2171 km            |
| 81P/Wild 2                  | Stardust                 | 2. ledna 2004             | 250 km             |
| 9P/Tempel 1                 | Deep Impact              | 4. července 2005          | 500 km             |
| 67P/Churyumov-Gerasimenko   | Rosetta                  | léto 2014 - prosinec 2015 | desítky km         |
| 67P/Churyumov-Gerasimenko   | Philae (modul z Rosetty) | podzim 2014               | přistání na kometě |

## Velké komety

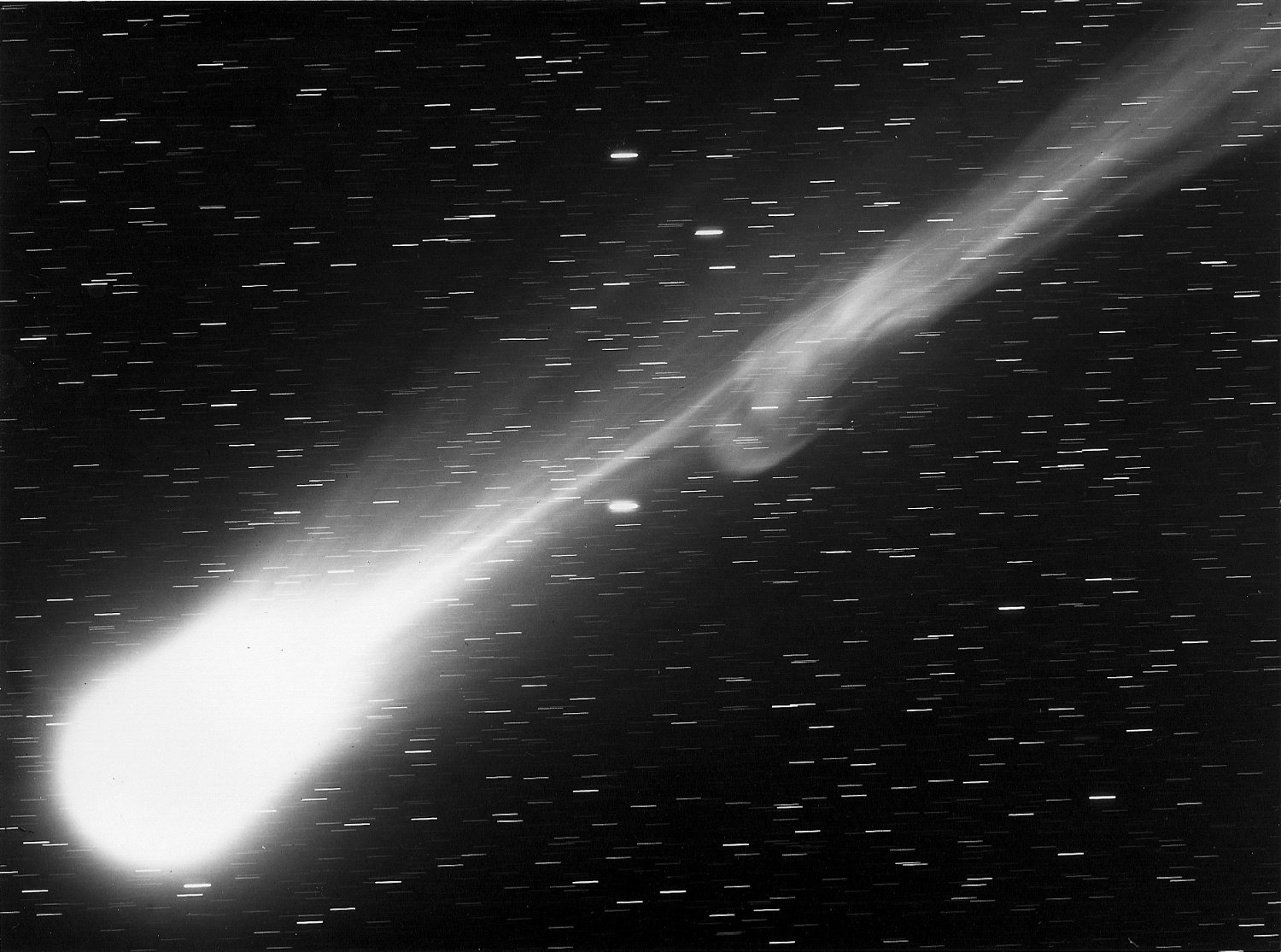
Hjakutakeova kometa v březnu 1996.

I když vnitřními částmi sluneční soustavy prolétnou ročně stovky komet, jen několik z nich zapůsobí i na veřejnost. Přibližně jednou za deset let se objeví kometa jasná natolik, aby mohla být pozorovatelná pouhým okem. Tyto komety jsou označované jako velké komety. V minulosti jasné komety způsobovaly mezi veřejností paniku a hysterii. Jejich zjevení bývalo považováno za zlé znamení. V nedávné minulosti, během přechodu Halleyovy komety roku 1910, Země procházela ohonem komety a noviny v té době mylně způsobily paniku, že v ohonu obsažený dikyan by mohl otrávit miliony lidí. V roce 1997 spustil příchod Hale-Boppovy komety hromadnou sebevraždu kultu Nebeská brána. Většina lidí však považuje velké komety za jev velmi krásný, ovšem poměrně neškodný.
Předpovědět, zda se nějaká kometa stane velkou kometou, je velmi těžké, protože na jasnost komety působí mnoho faktorů. Obecně řečeno, pokud má kometa velké a aktivní jádro, bude procházet blízko povrchu Slunce a není v momentě nejvyšší jasnosti v zákrytu za Sluncem, má velkou šanci se zařadit mezi velké komety. Přestože Kohoutkova kometa v roce 1973 všechna tato kritéria splňovala a bylo očekávané velké vesmírné divadlo, opak byl ale pravdou. Naopak kometa West, která se objevila o tři roky později a která se velkou kometou stát neměla, nakonec byla velmi působivá.
Ke konci 20. století zažilo lidstvo dlouhou přestávkou mezi objevením se velkých komet. Poté se objevily hned dvě velké komety v rychlém sledu — kometa Hjakutake v roce 1996 následovaná Hale-Boppovou kometou, která dosáhla maxima jasnosti v roce 1997, i když byla objevená jen dva roky před tím.

## Zvláštní komety
Z tisíců známých komet jsou některé neobvyklé. Enckeova kometa má dráhu ležící mezi oběžnými dráhami Jupiteru a Merkuru. Naopak kometa Schwassmann-Wachmannova má nestabilní oběžnou dráhu, která celá leží mezi Jupiterem a Saturnem. Kometa Chiron, která má také nestabilní dráhu, tentokrát však mezi Saturnem a Uranem, byla nejprve klasifikovaná jako asteroid (dostala dokonce katalogové číslo 2060), později však byla zaznamenána její slabé koma. Podobně byla původně za asteroid považována kometa Shoemaker-Levy 2, dostala označení 1990 UL3. Některé blízkozemní planetky jsou považovány za vyhaslá jádra komet, ze kterých se už neuvolňují plyny.
Několikrát již byl pozorován rozpad jádra komety. Významným příkladem byla kometa Biela, která se rozlomila při průchodu perihelem v roce 1846. Dvě nově vzniklé komety potom byly pozorovány v roce 1852. Později se už nikdy nepozorovaly. Místo toho byly v letech 1872 a 1885, kdy měla kometa být viditelná, pozorovány velkolepé meteoritické roje. Slabý meteoritický roj Andromedidy, který je možné pozorovat každý rok v listopadu, je způsobený tím, že Země přechází původní oběžnou dráhou komety Biela.
Rozpad v perihelu byl pozorován i u několika dalších komet, včetně velké komety West a komety Ikeya-Seki. Některé komety, které se pohybují po oběžných drahách ve skupinách, jsou považovány za části jednoho objektu, který se rozpadl.
Další významné pozorovaní kometárního rozpadu byl dopad komety Shoemaker-Levy 9, pozorovaný roku 1993. V době objevu procházela dráha komety v blízkosti Jupiteru, jehož gravitace kometu při blízkém průletu v roce 1992 zachytila. Tento průlet roztrhal kometu na stovky částí. Během šestí dní v červenci 1994 pak tyto kusy někdejší komety spadly na Jupiter. Poprvé tak astronomové mohli ve sluneční soustavě pozorovat srážku dvou objektů. Podobně se diskutuje, zda objekt zodpovědný roku 1908 za Tunguskou katastrofu nebyl jedním z fragmentů Enckeovy komety.
V současné době se díky stále zlepšující se pozorovací technice objevují nové a nové rozpadlé komety. Je již i jasné, že se komety rozpadají prakticky kdekoliv na jejich poutích sluneční soustavou (viz ).
Podle vědecké studie z roku 2021 mohl být objekt, který dopadl do oblasti budoucího Mexického zálivu na konci období křídy (před 66 miliony let) a vyhubil dinosaury a dalších 75 % tehdejších druhů ve skutečnosti dlouhoperiodickou kometou a nikoliv dosud favorizovaným asteroidem z kategorie uhlíkatých chondritů.

## Komety jako námět fikcí
Komety byly mnohokrát námětem pro autory literatury i filmu. V úplném rozporu se skutečností byly mnohdy vykreslovány jako tělesa nikoliv ledová, ale hořlavá.
- Jules Verne Hector Servadac (česky Na kometě) (1877) je sice vysoce nepravděpodobná vize cestování sluneční soustavou na kometě, ale také výborné populární shrnutí astronomických znalostí 19. století.
- H. G. Wells In the Days of the Comet (1905) popisuje, jak plyny z ohonu komety způsobí vznik utopie
- František Běhounek popisuje v knize Robinsoni vesmíru (1958) výpravu, která má za úkol zabránit srážce komety se Zemí.
- Tove Jansson ve své knize Kometa znázorňuje svět Mumínků ohrožovaný planoucí kometou.
- Arthur C. Clarke v románu 2061: Odyssey Three (česky 2061: Třetí vesmírná odysea) popisuje výpravu na Halleyovu kometu.
- V románu Heart of the Comet od Gregoryho Benforda a Davida Brina (1987) kolonizuje mezinárodní tým Halleyovu kometu stavbou příbytků pod ledem.
- V románu Lucifer's Hammer (česky „Luciferovo kladivo“) od Larryho Nivena, je popsán apokalyptický příběh o přežití po dopadu komety na Zem.